# كيم جيفايرت
كيم جيفايرت (بالهولندية: Kim Gevaert) هي عداءة مسافات قصيرة بلجيكية سابقة ولدت في يوم 5 أغسطس 1978 في مدينة لوفن في بلجيكا، أبرز إنجازاتها هو فوزها بالميدالية الذهبية مع الفريق البلجيكي في سباق 4×100 متر تتابع في دورة الألعاب الأولمبية الصيفية 2008 في بكين، كما فازت مع الفريق بالميدالية البرونزية في بطولة العالم لألعاب القوى 2007 في أوساكا في اليابان، أفضل رقم شخصي في سباق ال100 متر هو 11.04 ثانية وفي سباق ال200 هو 22.20 وسجل كلاهما في سنة 2006، إعتزلت ألعاب القوى في سنة 2010 بعد زواجها من مواطنها العداء جيكي مامبو ورزقت معاً بثلاث أطفال.

## وصلات خارجية
- كيم جيفايرت على موقع الاتحاد الدولي لألعاب القوى (الإنجليزية)
- كيم جيفايرت على موقع اللجنة الأولمبية الدولية (الإنجليزية)
- كيم جيفايرت على موقع أوليمبيديا (الإنجليزية)
- كيم جيفايرت على موقع اللجنة الأولمبية البلجيكية (الهولندية)

- كيم جيفايرت على الاتحاد الدولي لألعاب القوى.